# 응우옌푹까인
완복경(阮福景，Nguyễn Phúc Cảnh, 1780년 4월 6일 - 1801년 3월 20일)은 베트남 왕자 응우옌푹아인의 맏아들이다. 왕자경 (Hoàng tử Cảnh)이라고도 불린다. 일곱 살 때 프랑스의 가톨릭 선교사 피뇨 드 비엔과 함께 프랑스로 건너가 베르사유 조약의 체결을 한 것으로 알려져 있다. 아버지보다 먼저 사망했기 때문에 베트남 왕위를 잇지 못했고, 절롱제가 넷째 아들인 응우옌푹담을 후계자로 지명한 이후에도 응우옌푹까의 자손은 왕위를 잇지 못했다.

## 생애

### 프랑스로
1785년 다섯 살 때 응우옌푹까인은 가톨릭 선교사 피에르 피뇨 드 비엔과 함께 프랑스로 향했다. 프랑스와 베트남 동맹 조약에 서명하기 위해서였다. 2명 이외에도 관리가 2명, 사촌이 1명 (후에 천주교에서는 "파스칼 왕자"라고 불렀다), 군인과 하인과 동반했다. 1785년 2월 폰디체리에 도착했지만, 아무런 도움도 얻지 못했기 때문에 1786년 7월에 출항하여, 1787년 2월 프랑스에 도착했다.
일행은 1787년 5월 5일(6일 모두)에 프랑스왕 루이 16세를 만나 11월 28일에 〈베르사유 조약〉에 서명했다. 응우옌푹까인은 프랑스 궁정에서 관심의 초점이 되었고, 미용사인 레오나르 오티에가 ‘코친차이나의 왕자’(au prince de Cochinchine)라는 헤어스타일을 창작했으며, 모페란이 그의 초상화를 그렸다. (현재는 파리 외방전교회 소장) 프랑스 왕태자 루이 조제프와 잘 놀았다고 한다.
응우옌푹까인은 기독교에 깊이 영향을 받았고, 세례를 희망했지만 피뇨 드 비엔이 베트남 왕실의 반발을 배려하여 거부했다.

### 귀국
일행은 1787년 12월 도리아데 호를 타고 프랑스에서 벗어나 1788년 5 월부터 1789년 7월까지 폰디체리에 기항하면서 귀국했다. 프랑스에서 돌아온 그는 조상의 위패 앞에 무릎을 꿇는 것을 거부하였고, 더욱 불상에 십자가를 그렸다. 그는 가톨릭 교회의 미사에 참여하고 세례를 희망했지만 이루어지지 않았다.
1793년 응우옌푹까인은 ‘동꿍호앙타이뜨’(Đông cung hoàng thái tử)라는 칭호를 수여받았다. 1794년 이후 그는 모든 군사 원정에 참가하여 아버지인 응우옌푹아인이 매번 피뇨 드 비엔과 동행하도록 요구했다. 1794년에는 지엔카인 (Diên Khánh)에서 떠이선조에 포위된 적도 있었다.
1799년 꾸이년 공성전에서 피뇨 드 비엔이 사망하면서 응우옌푹까인은 깊은 애도를 표했다.
응우옌푹까인은 말년에 비밀리에 세례를 받았다고 전해진다.
1801년, 천연두로 사망했다. 그러나 선교사들 사이에서는 독살이라는 설도 있다.
응우옌푹까인은 황태자였기 때문에 다음 계승자는 아들인 응우옌푹미드엉(Nguyễn Phúc Mỹ Đường)의 것으로 알려져 있었지만, 절롱제는 장자 상속의 원칙을 버리고 자신의 넷째 아들 응우옌푹담 (민망제)를 후계자로 삼았다.

## 자손
1824년 응우옌푹까인 맏아들 응우옌푹미드엉은 레반주옛(Lê Văn Duyệt)에 어머니 똥티꾸옌(Tống Thị Quyên)과 근친상간을 의심받아 추방되었고 똥티꾸옌도 옥사했다. 응우옌푹미드엉이 풀려난 것은 그가 죽기 1년 전 뜨득 황제 시대인 1848년의 일이었다.
1833년부터 1835년까지의 일어난 레반코이(Lê Văn Khôi)의 난은 응우옌푹까인의 자식을 왕위에 옹립하려 했다. 이것은 베트남 가톨릭의 지지를 얻기 위한 결정이었다.
응우옌푹미드엉의 맏아들 응우옌푹레쭈옹(Nguyễn Phúc Lệ Chuông)은 응호아허우(Ứnghòahầu), 타이빈허우(Thái Bình Hầu), 깜호아허우(Cảm hóa hầu)의 작위를 수여받았다. 응우옌푹까인의 증손인 응우옌푹아인뉴(Nguyễn Phúc Anh Nhữ)는독립운동가 끼응오아이허우끄엉데(Kỳ Ngoại Hầu Cường Để)의 아버지이며, 장자 상속의 원칙에 따르면 응우옌 왕조의 최상위 왕위 계승자였다.

## 가족
- 부모 아버지: 절롱 황제 어머니: 트어티엔까오황후
- 배우자: 똥티꾸옌(Tống Thị Quyên)
- 자녀: 이들 응우옌푹미드엉(Nguyễn Phúc Mỹ Đường), 응우옌푹미투이(Nguyễn Phúc Mỹ Thùy)